# NGC 3609
NGC 3609 este o liner situată în constelația Leul. A fost descoperită în 18 martie 1869 de către Otto Vasilievici Struve⁠(d).